# Силвер-Боу (округ)
Силвер-Боу (англ. Silver Bow County) — округ штата Монтана в Соединённых Штатах Америки. Столица округа — город Бьютт (с 1977 года).
Округ был создан в 1881 году. Общая площадь округа составляет 1862,12 км². Это наименьший округ штата Монтана.
Согласно переписи 2010 года население округа Силвер-Боу — 34200 жителей.. Плотность — 18,6 чел./км².

## История
В году 1988 году округ был награждён премией «All-America City Award» (с англ. — «Всеамериканский город») присуждаемой Национальной гражданской лигой, которую неофициально называют «Нобелевской премией за конструктивное гражданство» и которая выдается за активную гражданскую позицию жителей некорпоративных сообществ Соединённых Штатов в жизни местного самоуправления.

## Демография
Наибольшие города округа Силвер-Боу:
- Бьютт с пригородом
- Уолкервилл
- Дивайд
- Мелроз
- Рамси

Силвер-Боу граничит со следующими округами штата Монтана:
- Дир-Лодж — на северо-западе
- Джефферсон — на востоке
- Мадисон — на юге
- Биверхед — на юго-западе

| Год переписи | Нас.  |  | %±     |
| ------------ | ----- |  | ------ |
| 1890         | 23744 |  | —      |
| 1900         | 47635 |  | 100,6% |
| 1910         | 56848 |  | 19,3%  |
| 1920         | 60313 |  | 6,1%   |
| 1930         | 56969 |  | −5,5%  |
| 1940         | 53209 |  | −6,6%  |
| 1950         | 48422 |  | −9%    |
| 1960         | 46454 |  | −4,1%  |
| 1970         | 41981 |  | −9,6%  |
| 1980         | 38092 |  | −9,3%  |
| 1990         | 33941 |  | −10,9% |
| 2000         | 34606 |  | 2%     |
| 2010         | 34200 |  | −1,2%  |
| 1890–2010    |       |  |        |